# スレイマン・ニャンブイ
スレイマン・ニャンブイ (Suleiman Nyambui、1953年2月13日 - )は、タンザニアの元陸上競技選手である。1980年モスクワオリンピック男子5000 mの銀メダリストである。また彼は1978年にアルジェリアのアルジェで開催された第3回アフリカ競技大会の5000mで銅メダルを獲得、1987年、1988年のベルリンマラソンの優勝者である。
1978年から1982年にはテキサス大学エルパソ校に所属し10000mで4年連続NCAAタイトルを獲得した史上5人目の選手となると共に1980年のクロスカントリーのチャンピオンにもなった。
1981年2月にニューヨークで行われたミルローズ・ゲームズで彼は5000mでアルベルト・サラザールが持っていた記録を塗り替える13分20秒24の室内世界新記録を樹立した。

## 自己ベスト
- 1マイル - 3分51秒94 (1981年)
- 5000m - 13分12秒29 (1979年)